# Slatina-Timiș
Slatina-Timiș – wieś w Rumunii, w okręgu Caraș-Severin, w gminie Slatina-Timiș. W 2011 roku liczyła 1716 mieszkańców. 